# Hala (Sindh)
Hala (Urdu ہالا) ist die Hauptstadt des Hala Taluk im Distrikt Matiari in der Provinz Sindh in Pakistan. Laut Volkszählung von 2017 hat Hala 65.731 Einwohner.
Hala liegt an der N-5, einer der wichtigsten Autobahnen Pakistans, in einer Entfernung von 62 Kilometern von Hyderabad in der Provinz Sindh. Hala liegt auch an der Tando Adam – Mehrabpur Railway Line, aber diese Eisenbahnlinie wurde 2018 von den Pakistan Railways stillgelegt.